# Улица Ерсикас (Рига)
Улица Е́рсикас (латыш. Jersikas iela) — рижская улица, расположенная в Латгальском предместье в историческом районе Московский форштадт.
Улица проходит по старой дороге, служившей для сухопутного сообщения Риги с Латгалией и русскими землями. До начала XX века основную часть жителей улицы Ерсикас составляли русские старообрядцы.

## Расположение
Пролегает вдоль улицы Маскавас, ответвляясь от неё у перекрёстка с улицей Даугавпилс, ведёт в восточном направлении и заканчивается вновь примыканием к улице Маскавас. Длина улицы Ерсикас составляет 559 метров.
На всём протяжении замощена булыжником. Движение одностороннее, в сторону центра города (в противоположном направлении транспорт следует по ул. Маскавас). Общественный транспорт по улице Ерсикас не курсирует.

## История
Впервые показана на городском плане 1844 года под названием Малая Новороссийская улица (нем. Kleine Neureussische Strasse). В 1859 году рескриптом лифляндского вице-губернатора Ю. Л. Кубе переименована в Новороссийскую улицу (нем. Neureussische Strasse, латыш. Jaunkrievu iela), поскольку бывшая Большая Новороссийская улица тогда же была названа Московской улицей (ныне ул. Маскавас). В 1885 году Новороссийская улица получила название Витебская (нем. Witebsker Strasse, латыш. Vitebskas iela), а в 1936 году — современное название. Оно происходит от древнего латгальского поселения Ерсика, которое в XII—XIII веках было центром княжества. В годы немецкой оккупации, сообразно немецкому названию Ерсики, улица именовалась Gerseckerstrasse; по ней проходила одна из границ Рижского гетто.
Вплоть до конца XIX века нынешняя улица Ерсикас имела важное транспортное значение, о чём свидетельствуют находившиеся здесь многочисленные трактиры (в частности, в домах № 8, 35 и 39), постоялые дворы, кузнечные и каретные мастерские. До спрямления современной улицы Маскавас именно по улице Ерсикас проходила главная сухопутная дорога, связывавшая Ригу и поселения вдоль Даугавы и ведущая далее в Латгалию и Россию, отчего в некоторых источниках середины XIX века она упомянута как Старая Московская улица. Многие трактиры и мастерские сохранялись и в 1920-е годы. В 1930-х годах на улице Ерсикас имелись столярные и другие ремесленные мастерские, фотосалон, парикмахерская, баня, магазины продовольственных и галантерейных товаров. Действовали две хлебопекарни, деревообрабатывающая (дом № 12/14), швейная (дом № 20) и кожевенная фабрики.
На площади в начале улицы Ерсикас, рядом со старообрядческой моленной, в XIX веке образовался рынок, получивший в русской среде название Красная Горка, а на немецком именовавшийся Johannismarkt (латыш. Jāņa tirgus, по названию находившихся неподалёку Яновых (Ивановских) городских ворот). Возникновение здесь рынка связано с тем, что за городскими воротами можно было вести торговлю без уплаты налогов в городскую казну. В 1890 году рынок был перенесён несколько дальше от центра — на площадь между нынешними улицами Ерсикас, Маскавас и Маза Кална. Новый рынок, унаследовав прежнее название, стал также именоваться Сенным рынком (латыш. Siena tirgus) — это название сохраняется в народе и сегодня, хотя рынок перестал действовать ещё в середине XX века. В настоящее время на месте рынка разбит сквер и установлен памятник рижскому омнибусу (2009, скульптор Андрис Варпа), курсировавшему с 1874 года между Ратушной площадью и Красной Горкой. В 1882 году ему на смену пришёл конный трамвай, депо которого у Сенного рынка также сохранилось.
Основная часть домовладений на улице Ерсикас на рубеже XIX—XX веков принадлежала русским старообрядцам (около 80 %); остальные строения находились во владении рижских евреев и немцев, примерно в равных долях.
С 1932 до 1936 года схожее название — улица Герцикас (от немецкого варианта названия Ерсики) — носила часть нынешней улицы Ницгалес.

## Застройка
Современная застройка улицы начала складываться после пожара 1812 года; старейшие здания датируются 1818—1820 годами.
- Дом № 1 — гостиница «Dodo» (2008, архитектор Лаймонис Шмитс). В XVIII—XIX веках на этом угловом участке располагались казармы городской стражи и пункт досмотра для всех пересекающих городскую черту. В 1878 году этот участок приобрёл рабочий, а впоследствии рижский купец Анисим Васильев, который построил здесь деревянный двухэтажный жилой дом с торговым помещением, в котором много лет действовала чайная. Остатки казарм во дворе снесли только в 1921 году[4].
- Дом № 2 — деревянный жилой дом купеческой семьи Авдеевых и их же доходный дом (1873, 1893, архитектор Виктор де Граббе). До наших дней полностью сохранилась первоначальная отделка фасада этого здания, с классическими деревянными пилястрами по углам здания, наличниками, сандриками и другими элементами[4].
- Дом № 5 — бывший доходный дом (1939, архитектор Теодор Хермановский[латыш.])[4].
- Дом № 14 — бывшая кузница Иоганна Козловского, ныне административное здание. Состоит из двух состыкованных корпусов (корпус вдоль улицы построен в 1881 году, архитектор Отто Дитце; поперечный корпус — 1901, архитектор Оскар Бар). В 1920—1930-е годы здесь работала фабрика по производству деревянной тары; с 1937 до 2010-х годов — городское отделение связи № 3[4].
- Дом № 18 — деревянный доходный дом купца Александра Худоемникова (1900, архитектор Оскар Бар). С 1920-х годов до 1933 года здесь располагался детский сад Центральной организации еврейских школ Латвии[3]. В настоящее время здание тщательно реставрировано с сохранением уникальных деталей: точёных консолей, поддерживающих карниз, имитации рустовки на углах здания и т. д. Во дворе по тому же адресу расположен 4-этажный бывший доходный дом Мины Большакова (1930, архитектор Артур Браунфельд)[4].
- Дом № 19 — деревянный особняк купца Николая Васильевича Богданова (1882, архитектор Виктор де Граббе). Сохранилась первоначальная деревянная отделка здания, включая карниз с декоративными деревянными консолями, наличники окон с декором в южногерманском стиле и входную дверь с оригинальной отделкой и ручкой.[4].
- Дом № 21 — бывший доходный дом Андрея Михлиева (1912, архитектор Гейнрих Девендрус) — памятник архитектуры местного значения[8]. С 2014 по 2019 год здесь ежегодно проводился «День винила улицы Ерсикас» (латыш. Jersikas ielas vinila diena), давший название лейблу звукозаписи Jersika Records[9].
- Дом № 29 — бывший доходный дом купца Матвея Рошонка-Рощенкова с магазинами и конторой (1883—1890, архитектор Отто Дитце)[4].
- Дом № 31 — бывший доходный дом Марии Рошонок (1914, архитектор Гейнрих Девендрус) — памятник архитектуры местного значения[10].
- Дом № 35 — деревянный дом Артемия Меркульева с трактиром и постоялым двором (1818, старейшее здание улицы). Позднее находился во владении его наследников, из которых наиболее известен член Рижской думы и меценат Николай Дмитриевич Меркульев[4].
- Дом № 37 — бывший доходный дом купца Матвея Рошонка-Рощенкова с магазинами, складами и конторой (1907, архитектор Рейнгольд Шмелинг. В 1926 году полностью реконструирован в жилой дом[4].
- Дом № 39 — бывший доходный дом торговца Иогана Грюнуппа с магазинами и конторой (1890, архитектор Отто Дитце)[4].
- Дом № 45 — здание бывшей фабрики минеральной воды Иоганна Грюнуппа (1900, архитектор Эдмунд фон Тромповский), в 1927 перестроено в жилой дом[4].

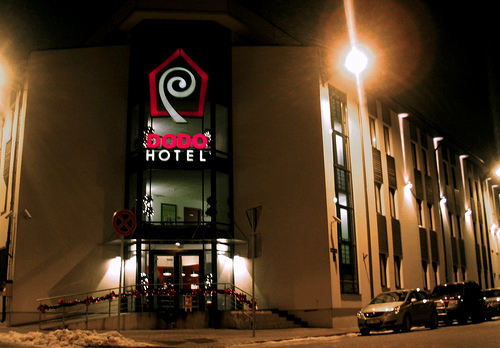
Начало улицы
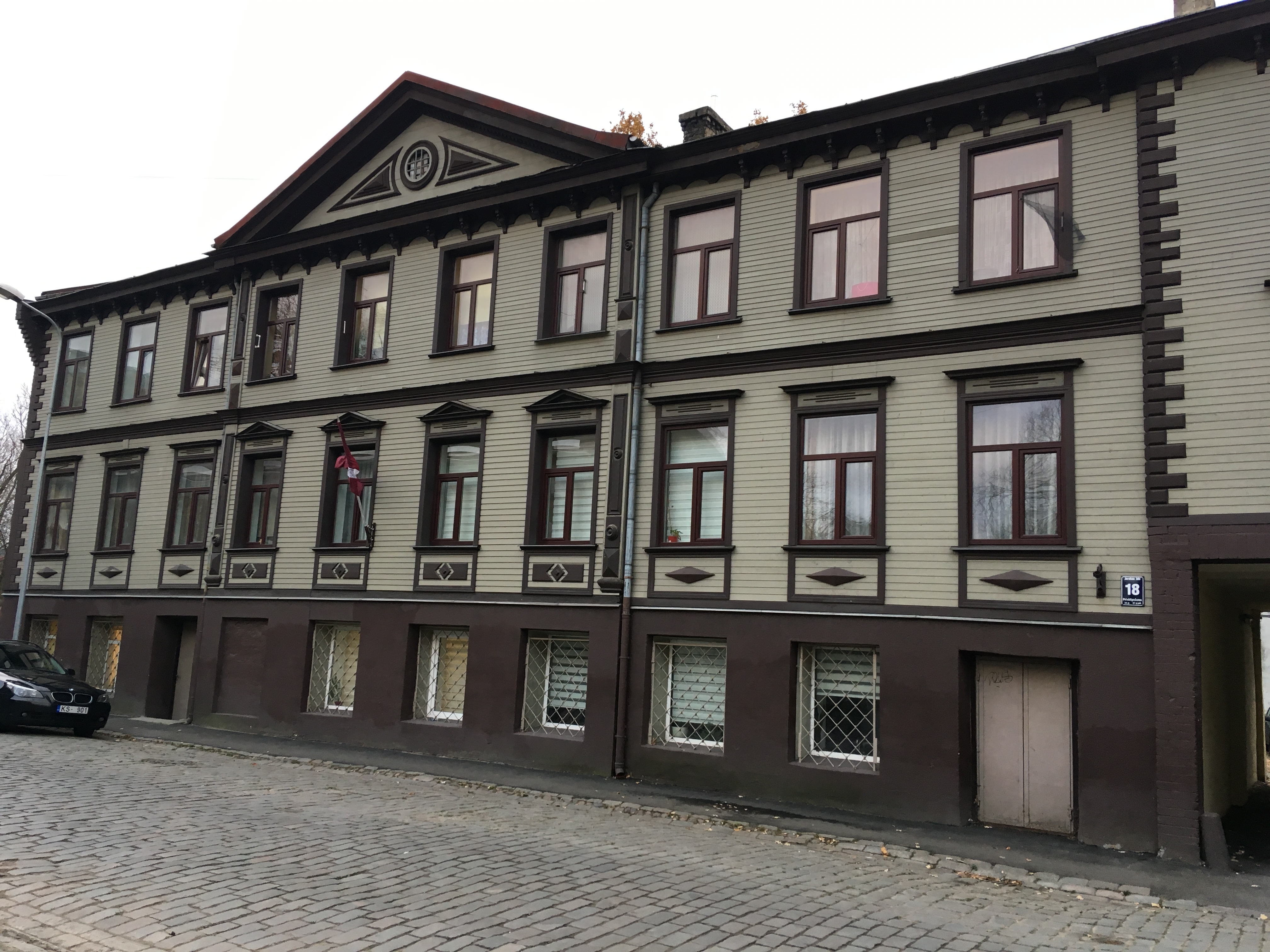
Дом № 18
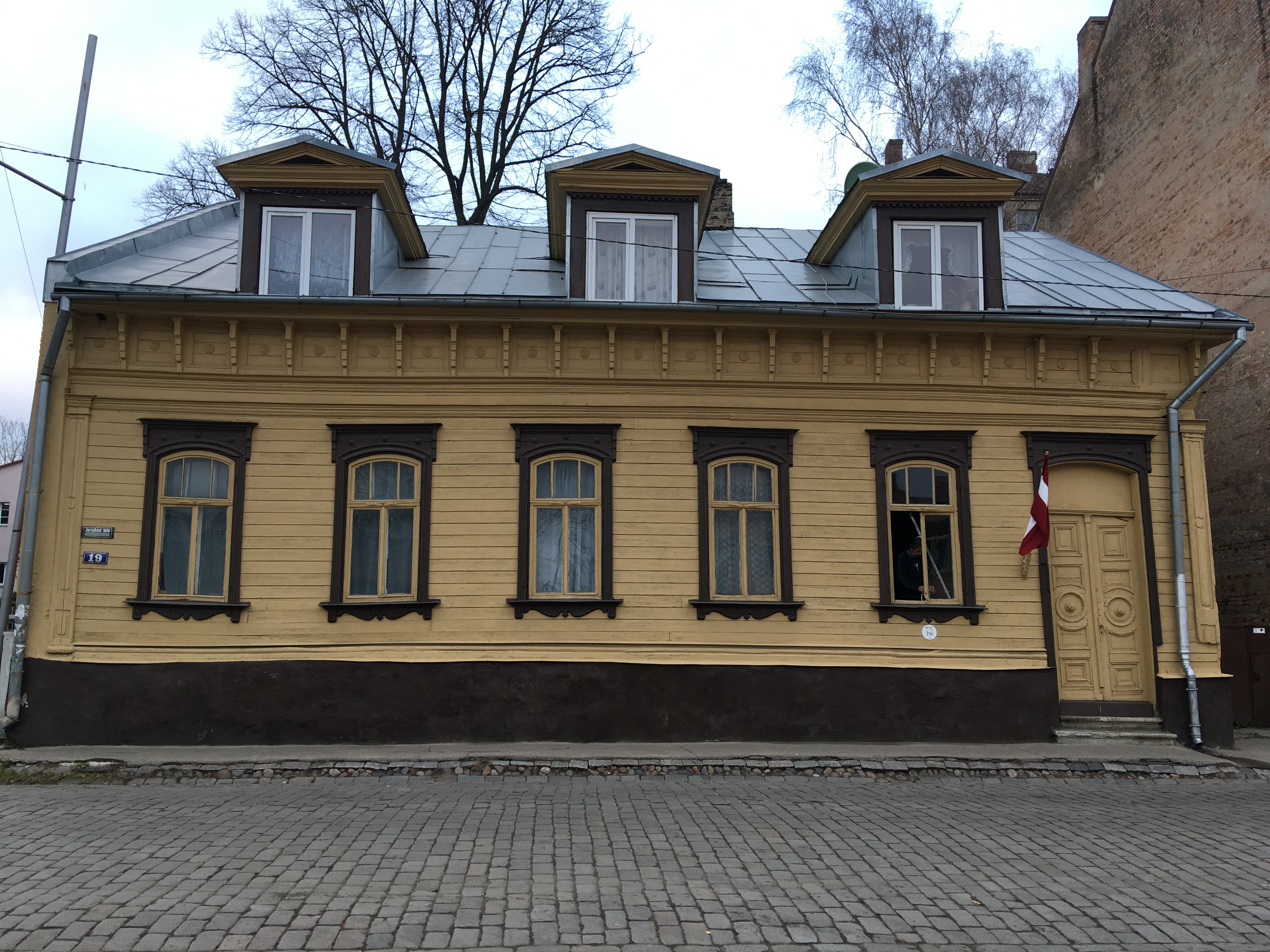
Дом № 19
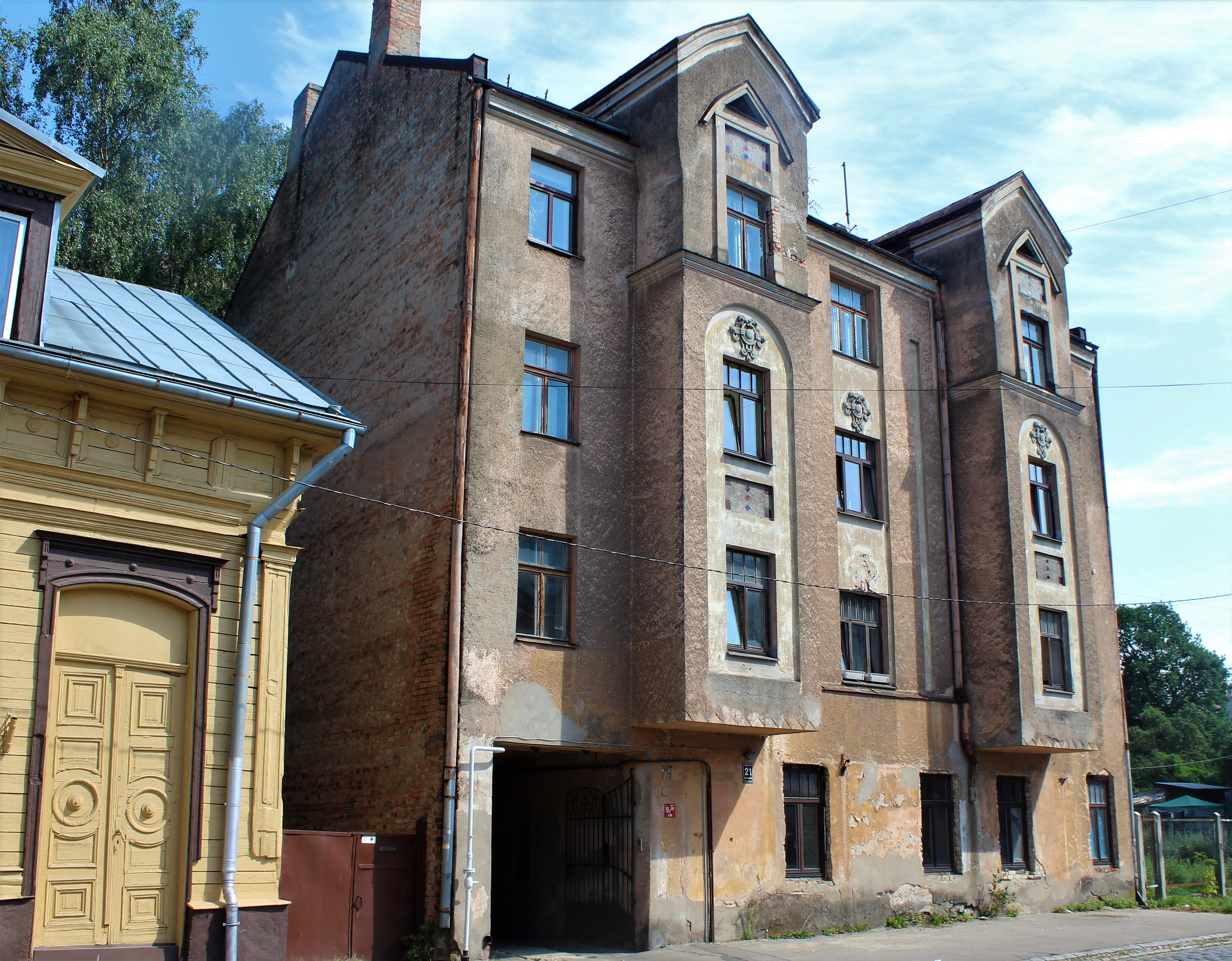
Дом № 21
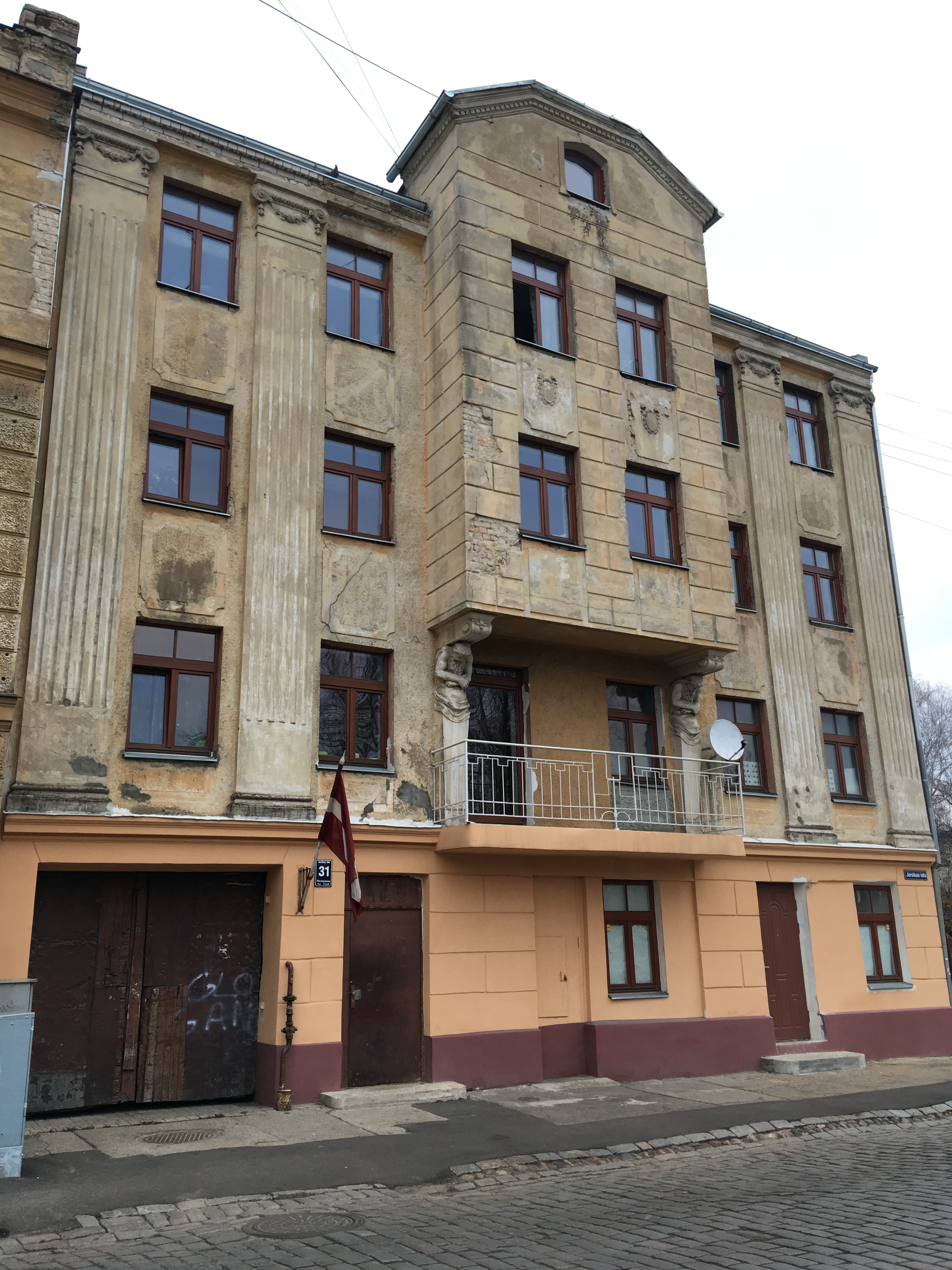
Дом № 31
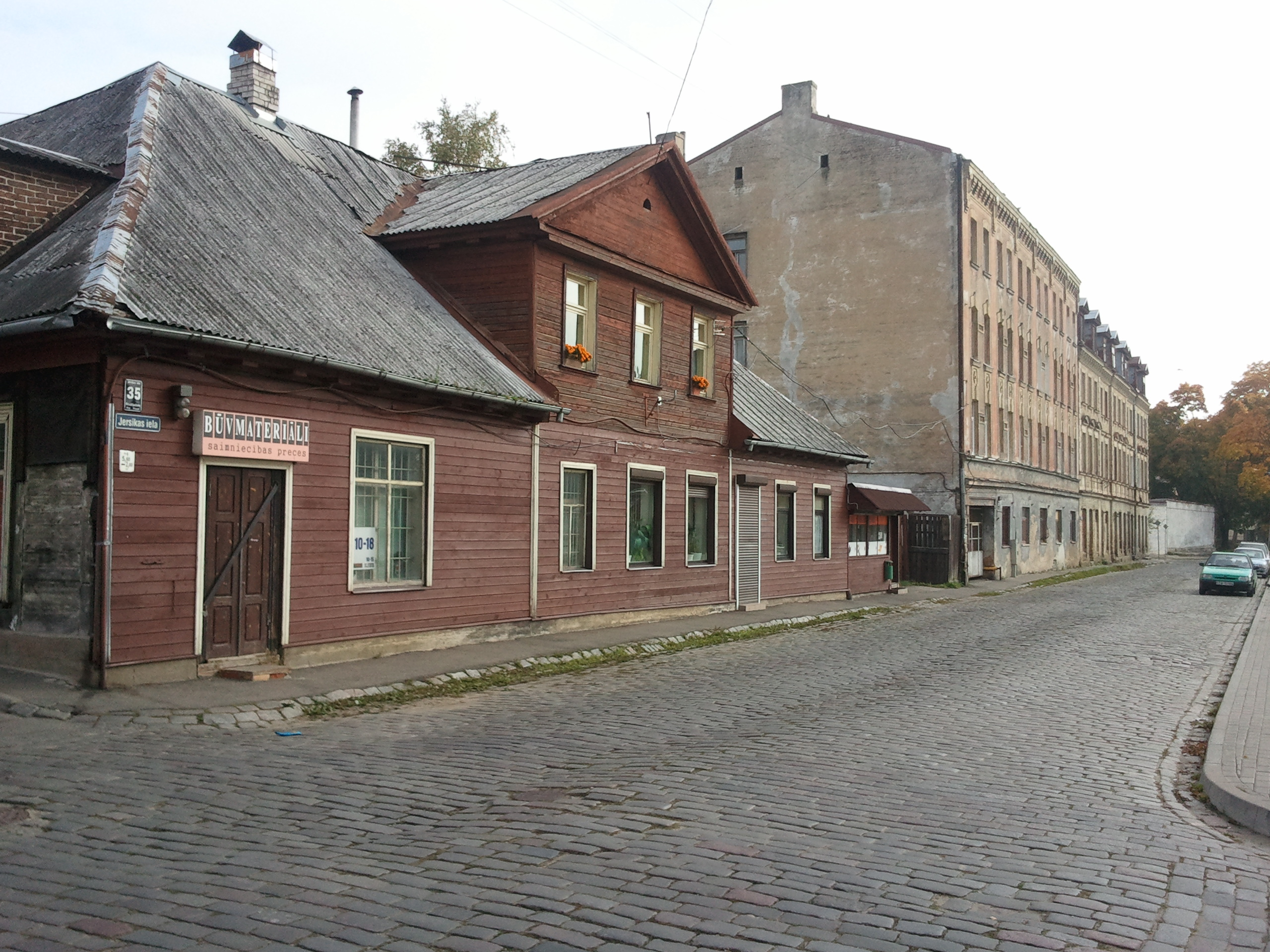
Вид от улицы Маза Кална
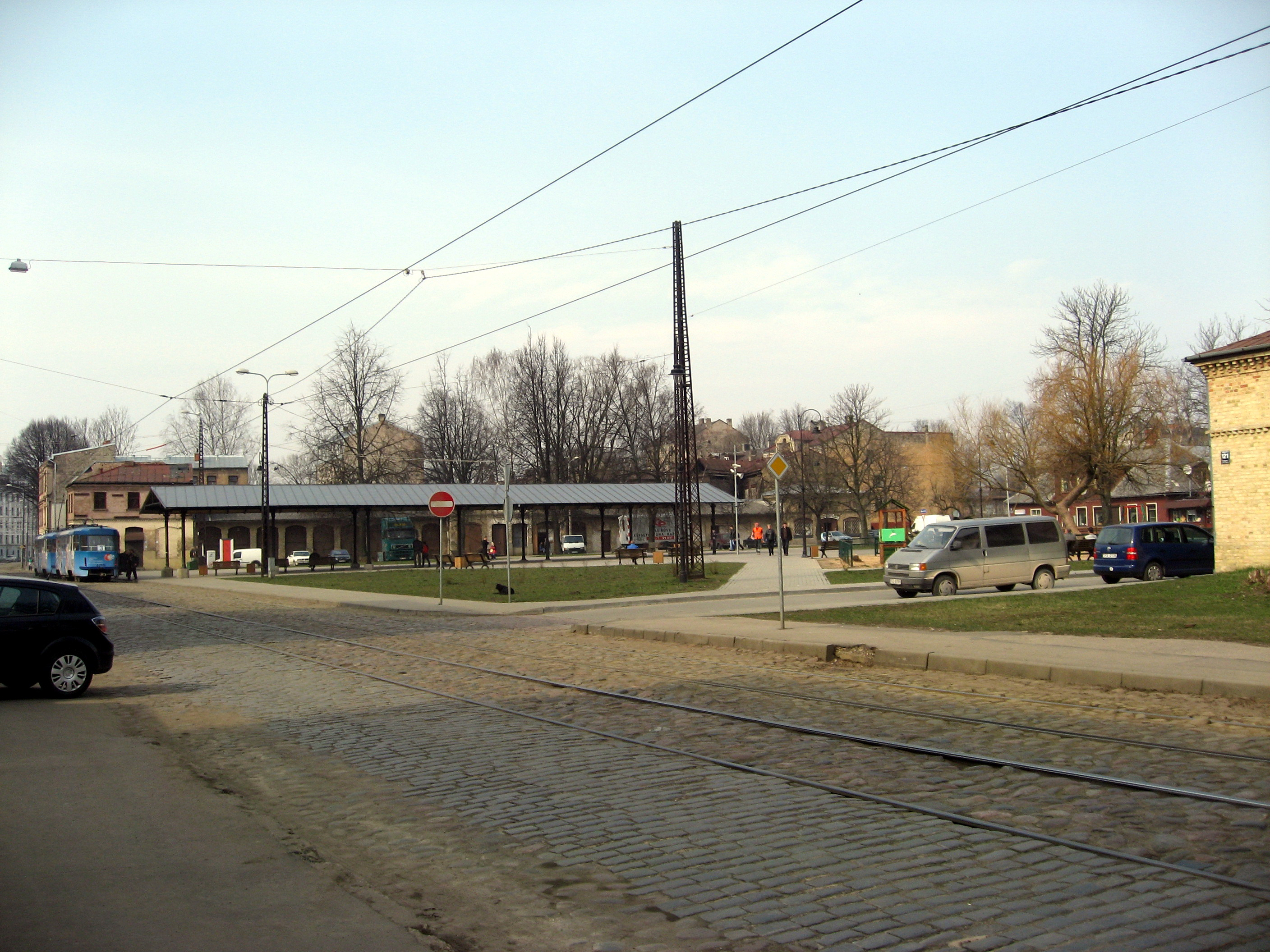
Бывший Сенной рынок, вид от ул. Маскавас
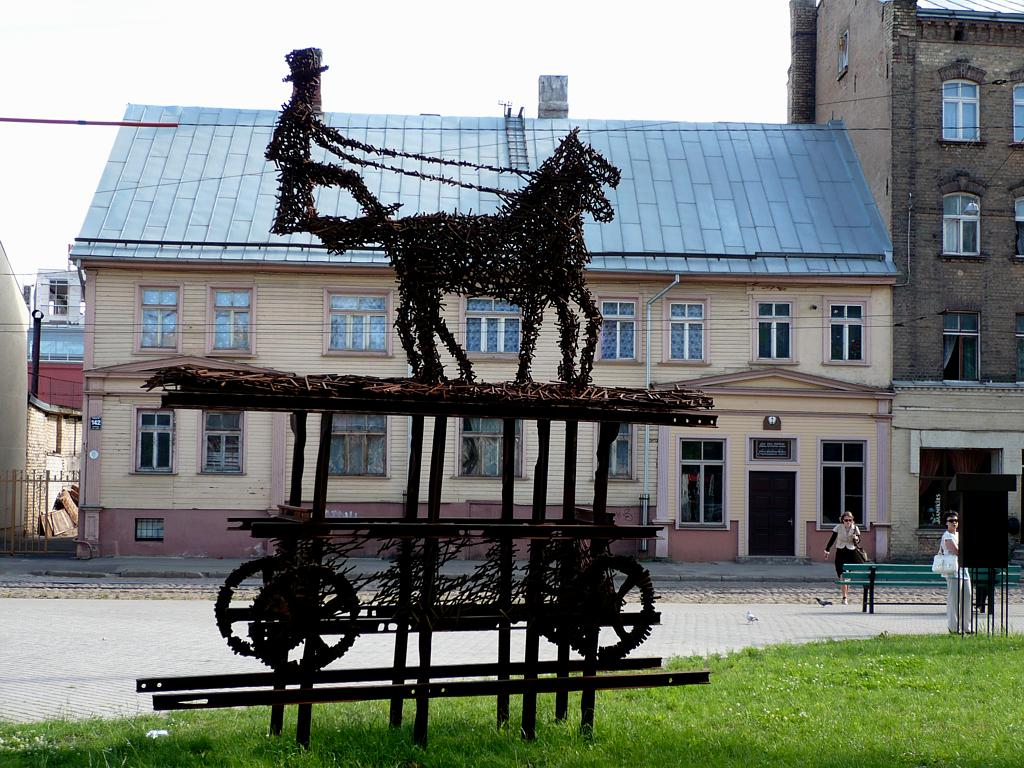
Памятник рижскому омнибусу

## Прилегающие улицы
Улица Ерсикас пересекается со следующими улицами:
- улица Маскавас
- улица Даугавпилс
- улица Шаура
- улица Маза Кална
- улица Саркана
- улица Маскавас